# Odakyū Hakone
La Odakyū Hakone (小田急箱根?) è una compagnia ferroviaria, con sede nella città di Odawara, nella prefettura di Kanagawa, la cui principale area di attività è intorno alla città di Hakone, nel distretto di Ashigarashimo. Fa parte del Gruppo Odakyū.
Oltre a possedere linee ferroviarie, di autobus e funivie, la società gestisce anche imbarcazioni turistiche e onsen nelle aree di Gora e Miyagino.

## Storia
Dopo l'apertura della prima linea ferroviaria del Giappone nel 1872, il governo dell'epoca progettò di costruire una linea principale che collegasse Tokyo e Osaka. Inizialmente, fu scelto un percorso lungo la strada Nakasendō, ma quando la costruzione iniziò nel 1884, la costruzione fu notevolmente ritardata a causa dell'immaturità delle tecniche di ingegneria civile dell'epoca. Per questo motivo, nel 1886, la costruzione fu temporaneamente sospesa e si decise di costruire una strada lungo la Tokaido.
Il 21 febbraio 1888 fu fondata l'Odawara Basha Tetsudō (小田原馬車鉄道?, lett. Ferrovia a cavalli di Odawara), una ferrovia trainata da cavalli che collegava Kōzu con Odawara e Hakone-Yumoto, era lung 12,9 km e aveva una carreggiata di 1.372 mm. Lo scopo principale della linea, inaugurata il 1º ottobre 1888, era quello di stabilire un collegamento alla stazione di Kōzu con la linea principale Tōkaidō, che a quel tempo aggirava il massiccio vulcanico di Hakone a nord e quindi non serviva l'importante città di Odawara.
Il 15 ottobre 1896 la compagnia fu ribattezzata Odawara Denki Tetsudō (小田原電気鉄道?) per indicare l'imminente conversione elettrica, questo progetto fu completato il 21 marzo 1900.
Nel 1912 iniziarono i lavori di costruzione della ferrovia di montagna tra il capolinea Hakone-Yumoto e Gōra, ma si fermarono a causa della prima guerra mondiale. Dopo diversi anni di ritardo, la linea Hakone Tozan fu inaugurata il 1° giugno 1919. In seguito alla messa in servizio di una nuova sezione della linea principale Tōkaidō, la sezione parallela tra Kōzu – Odawara fu chiusa il 6 dicembre 1920. Quasi un anno dopo, il 1 dicembre 1921, la Odawara Denki Tetsudō aprì la funicolare Hakone Tozan, questa funicolare si collega alla ferrovia di montagna alla stazione di Gōra e conduce alle parti più alte del monte Hakone. Durante il grande terremoto del Kantō del 1 settembre 1923, tutte e tre le ferrovie subirono gravi danni e rimasero fuori servizio per lungo tempo. Durante la ricostruzione la linea venne convertita allo scartamento normale (1435 mm), quindi la sua carreggiata corrispondeva a quella della ferrovia di montagna.
Il 20 gennaio 1928 la Odawara Denki Tetsudō si fuse con la Nihon denryoku, la quale trasferì tutte le aree di attività, tranne la produzione di energia elettrica, alla compagnia ferroviaria. Il 13 agosto 1928 la compagnia ferroviaria fu separata dalla società e divenne indipendente con il nome Ferrovia Hakone Tozan (箱根登山鉄道?, Hakone Tozan Tetsudō). Il 1º ottobre 1935 estese la linea Hakone Tozan da Hakone-Yumoto alla stazione di Odawara. A causa delle misure di razionalizzazione, alla fine della seconda guerra mondiale i treni e la funicolare dovettero temporaneamente sospendere il servizio.
Il 1º giugno 1948 fu rilevata dalla Ferrovie Odakyū, società madre dell'odierno Gruppo Odakyū. Negli anni '50 e all'inizio degli anni '60 ci fu un'aspra competizione con la Ferrovia Izuhakone a causa dello sviluppo turistico nella regione di Hakone, accompagnata da numerosi procedimenti legali. Sulla scia di questa disputa, nel 1950 la Ferrovia Hakone Tozan iniziò a gestire barche per escursioni sul lago Ashi e nove anni dopo aprì la funivia Hakone.
Dal 1979 la Ferrovia Hakone Tozan mantiene una partnership con la Ferrovia Retica in Svizzera (la Ferrovia del Bernina un tempo servì da modello per la costruzione della linea Hakone Tozan). Oltre allo scambio di esperienze nel campo della tecnologia ferroviaria, viene incoraggiata in particolare la cooperazione turistica e culturale.
A causa della lunga crisi economica seguita allo scoppio della "bolla economica" negli anni '90, il numero dei passeggeri ha iniziato a diminuire, motivo per cui il Gruppo Odakyū ha intrapreso una profonda riorganizzazione. Il 1º ottobre 2002 ha esternalizzato l'attività di autobus, che esisteva dal 1913, alla nuova società Hakone Tozan Bus. Il 1º ottobre 2004 ulteriori aree di attività sono state trasferite a diverse altre società nella neonata Odakyū Hakone Holdings.
Nell'agosto 2003 la Ferrovia Hakone Tozan è stata cancellata dalla quotazione in borsa attraverso uno scambio di azioni con la Odakyū ed è diventata una società interamente controllata dalla Odakyū. Nel settembre dello stesso anno, la Ferrovia Hakone Tozan è stata trasformata in una holding operativa e, nell'ottobre dello stesso anno, è stata costituita una nuova società come unità operativa della Ferrovia Hakone Tozan, allo stesso tempo, la società ha cambiato nome in Odakyu Hakone Holding ed è diventata una holding pura.
Il 1º aprile 2024 la Ferrovia Hakone Tozan ha cambiato nome in Odakyu Hakone.

## Attività commerciali

### Linee ferroviarie
- Linea Hakone Tozan (箱根登山鉄道線?): Odawara - Gōra (15 km, 11 stazioni)
  - Inaugurata il 1º giugno 1919 sulla tratta da Yumoto a Gōra. Il 1º ottobre 1935 fu estesa fino ad Odawara e avviato il servizio diretto tra Odawara e Gōra.
- Funicolare Hakone Tozan (箱根登山ケーブルカー?): funicolare che collega Gōra a Sōunzan.
  - Inaugurato il 1º dicembre 1921. Sospesa il 10 febbraio 1944 come tratta non necessaria e non urgente, ripresa il 1º luglio 1950.

### Altre attività
- Crociere Hakone-Kankosen: Servono Hakonemachi, Moto-Hakone e Tōgendai (possibile collegamento con la Funivia di Hakone)
- diversi onsen a Hakone
- Hakone Tozan Bus: tour e servizio regolare di autobus
- Hakone Kankō-sen: Escursione in barca sul Lago Ashi , ristoranti, hotel
- Funivia di Hakone: Aperto dal 1959 al 1960. Collega Sōunzan a Tōgendai
- Hakone Facility Development: gestione e manutenzione delle proprietà dell'azienda
- Autobus Hakone Tozan Kankō: servizio pullman
- Hakone Tozan Haiyā: operazione di taxi
- Hakone Tozan Total Service: pulizia e manutenzione edifici, servizio di sicurezza, distributori di benzina